# Joseph I. (chaldäisch-katholischer Patriarch)
Joseph I. (* 1647 in Amida; † 10. November 1707 in Rom) war von 1681 bis 1696 Patriarch der Chaldäisch-Katholischen Kirche mit Sitz in Diyarbakır (Amida).

## Leben
Joseph wuchs unter der Erziehung des Priesters ’Abd Al-Ahad auf und wurde 1669 in der autokephalen ostsyrischen Assyrischen Kirche des Ostens zum Metropoliten von Amida (Diyarbakır) geweiht. Noch im selben Jahr legte er ein römisch-katholisches Glaubensbekenntnis ab und wurde von Rom als Bischof von Amida anerkannt. Daraufhin ersetzte ihn Patriarch Eliya X. von Alqosh durch einen Gegenbischof namens David und ließ Joseph inhaftieren. Nach Zahlung eines Lösegeldes wurde Joseph freigelassen und begab sich 1673–1675 nach Rom. 1676 erhielt er die staatlich-osmanische Anerkennung als „Patriarch von Amida und Mardin“; Rom zögerte zunächst aus Respekt vor dem bestehenden traditionellen ostsyrischen Patriarchat. Papst Innozenz XI. erkannte ihn jedoch 1681 als „Patriarch der Chaldäer“ an. Somit wurde Joseph I. zum Gründer eines dritten Patriarchats der Ostsyrer. Seine sämtlichen Nachfolger führten bis zur Auflösung dieses Patriarchats den Amtsnamen Joseph (daher als „Joseph-Linie“ bekannt). Im August 1694 erkrankte Patriarch Joseph und begab sich, erschöpft und sehbehindert, nach Rom. Dort dankte er formal am 2. Februar 1696 ab und starb am 10. November 1707. Einige seiner syrischen Handschriften, z. B. Vat. syr. 63 von 1701, sind erhalten.

## Die weiteren Patriarchenlinien
Neben der neuen katholischen „Joseph-Linie“ bestand weiterhin die traditionelle Linie der autokephalen Katholikoi-Patriarchen von Seleukia-Ktesiphon, nunmehr mit Sitz im Kloster Rabban Hormizd bei Alqosh. Da sie den Amtsnamen Elias führten, sind sie als „Elias-Linie“ bekannt. Das Kerngebiet ihrer Jurisdiktion war die Ebene von Mosul; daher spricht   man auch vom „Patriarchat der Ebene“ (ab Anfang des 19. Jahrhunderts katholisch). Eine weitere Patriarchen-Linie, auch als „Patriarchat der Berge“ bekannt, begann 1553 mit Sulaqa Mar Shimun und besteht, inzwischen nicht-katholisch geworden, noch heute in der Assyrischen Kirche des Ostens fort.